# Diabelski wynalazek
Diabelski wynalazek (cz. Vynález zkázy) – czechosłowacki film przygodowy science fiction z 1958 roku w reżyserii Karela Zemana na podst. powieści Straszny wynalazca Juliusza Verne’a.
Film jest uważany za najbardziej udany czeski film, jaki kiedykolwiek powstał.

## Fabuła
Gang piratów porywa naukowca i dwójkę innych ludzi, aby zdobyć tajemnicę futurystycznej broni naukowca, co z kolei da im przewagę w aktach piractwa.

## Obsada
- Lubor Tokoš – Simon Hart

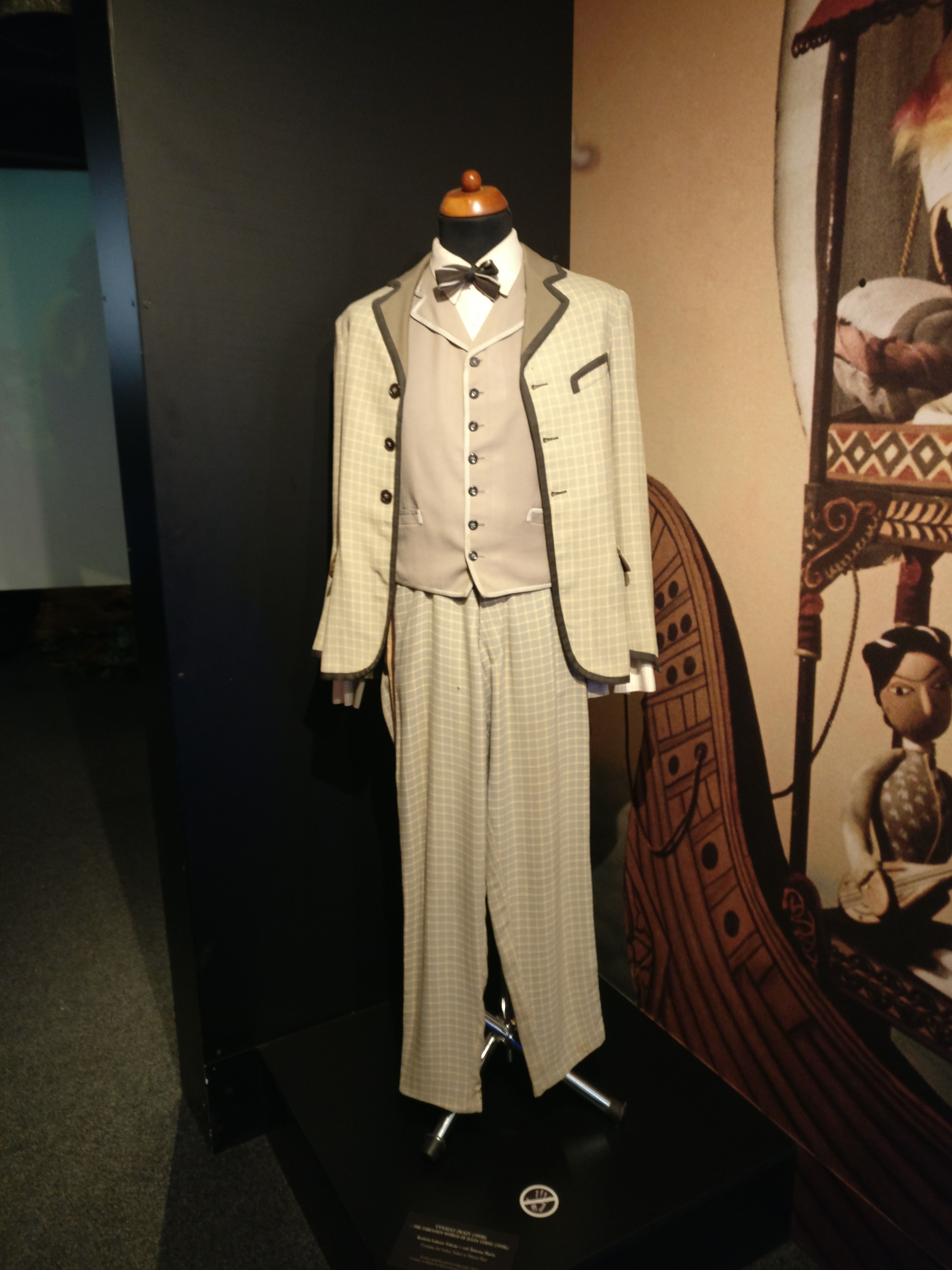
Kostium Lubora Tokoša jako Simona Harta

- Arnošt Navrátil – profesor Thomas Roch
- Miloslav Holub – Artigas
- František Šlégr – kapitan piratów
- Václav Kyzlink – pan Serke
- Jana Zatloukalová – Joanna
- Alena Kreuzmannová – Joanna (głos)
- Otto Šimánek – człowiek w pociągu
- Václav Trégl
- František Černý

## Wersja polska
Wersja polska: Studio Opracowań Filmów w Warszawie

Reżyser: Maria Olejniczak

Dialogi:
- Krystyna Uniechowska-Dembińska,
- Jerzy Vaulin

Operator dźwięku: Mariusz Kuczyński

Montaż: Janina Nowicka

Wystąpili:
- Jerzy Pichelski – Simon Hart
- Zygmunt Listkiewicz – profesor Thomas Roch
- Tadeusz Białoszczyński – Artigas
- Zdzisław Lubelski – kapitan piratów
- Zbigniew Kryński – pan Serke
- Ludmiła Łączyńska – Joanna

## Produkcja

### Źródła
Karel Zeman, czeski reżyser i animator, był pod silnym wpływem powieści Juliusza Verne’a, kręcąc cztery filmy fabularne w latach 1955-1970 i czerpiąc wiele z serii Verne’a Niezwykłe podróże. Głównym literackim materiałem źródłowym dla Diabelskiego wynalazku była powieść Verne’a z 1896 roku Straszny wynalazca. Jednak zamiast prostej dosłownej adaptacji powieści, Zeman wymyślił film tak, jakby opowieść opowiadała jedna z jego postaci, młody inżynier Simon Hart. Ponadto, ponieważ Straszny wynalazca zawierał wiele niezapomnianych motywów verne’owskich, w tym okręty podwodne, wulkany i tajemnicze postacie posiadające potężne technologie, Zeman postanowił również włączyć motywy i elementy z innych powieści Verne’a. Na przykład sekwencje podmorskie obejmują odniesienia do Dwadzieścia tysięcy mil podmorskiej żeglugi i samolotu Albatros od Robura Zdobywcy.  Inna powieść Verne’a, Tajemnicza wyspa, również mogła dostarczyć pewnych szczegółów.
Film jest również hołdem dla stylu pionierskiego wczesnego twórcy Georgesa Mélièsa.  Zeman prawdopodobnie widział prace Mélièsa w Czeskim Narodowym Archiwum Filmowym w Pradze, gdzie dostępne były ręcznie drukowane odbitki Podróży do krainy niemożliwości (1904), La fée Carabosse ou le poignard fatal (1906) i Le Locataire diabolique (1909). Zeman swobodnie wykorzystał detale ze stylu Mélièsa jako inspirację; np. tłok zasilany silnikiem parowym i łódź podwodna były zaadaptowane z Podróży do krainy niemożliwości. Inne możliwe źródła filmowe to Metropolis Fritza Langa, Pancernik Potiomkin Siergieja Eisensteina, a być może nawet ekranizacja 20 000 mil podmorskiej żeglugi z 1916 roku.

### Styl

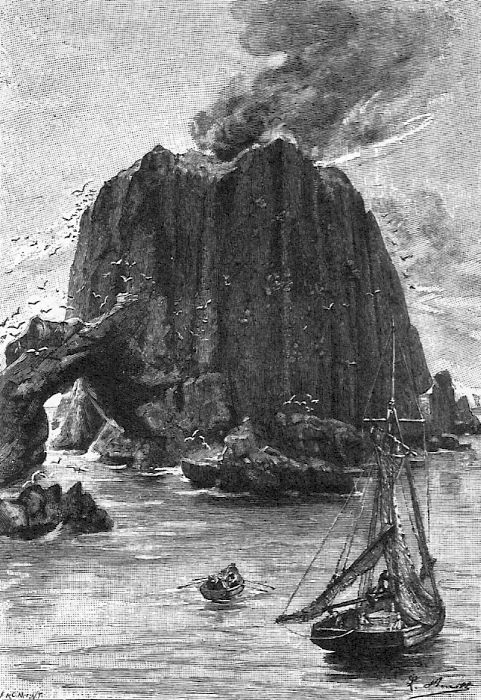
„Wyspa Back-Cup”: jedna z kilku rycin Léona Benetta wiernie odtworzona w filmie

Film od dawna znany jest ze swojego unikalnego stylu wizualnego, który wiernie odtwarza ten z wiktoriańskich rycin (autorstwa Édouarda Riou, Léona Benetta i innych) przedstawionych w oryginalnych wydaniach powieści Verne’a. Według córki Karela Zemana, Ludmily Zeman: „Jako dziecko pamiętam, że miałem wszystkie książki z tymi pięknymi rycinami. Naprawdę nie wyobrażam sobie tej historii w żaden inny sposób. I mój ojciec uważał, ponieważ uwielbiał Verne’a [...], może to być tylko dobre powiedzenie, aby użyć tych samych technik.”
Wiele z tych wrażeń powstało w aparacie dzięki projektowi produkcji filmu. Załoga Zeman za wykonane i eksploatowane ebonitu wałki dodać grawerowanie-jak wylęgowych do dekoracji i kostiumów. W recenzji filmu Pauline Kael zauważyła, że „jest więcej pasków, więcej wzorów na ubraniach, wystroju i na samym obrazie, niż normalna osoba może sobie łatwo wyobrazić”. Aby zakończyć efekt, Zeman i jego ekipa skomponowali film z różnymi formami animacji, w tym tradycyjnymi, wycinanymi i poklatkowymi, a także miniaturowymi efektami i maskowymi obrazami, wszystkie zaprojektowane tak, aby płynnie utrzymywać styl grawerowania. Nawet klipy filmowe przedstawiające ptaki, fale morskie i inne szczegóły zostały dostosowane do tego efektu, drukując film z wyłożonymi filtrami i zmatowionym tłem nieba.
Aby dopasować grafikę, Zeman polecił swoim aktorom poruszać się w stylowo stylizowany sposób, komentując: „Moi bohaterowie nie mogli nawet kichać, ani drapać się po głowie; musieli całkowicie dostosować się do swojego nierealnego otoczenia”.

### Muzyka
Partyturę filmu napisał Zdeněk Liška, ceniony kompozytor filmowy znany ze swoich umiejętności w zakresie muzycznych charakterystyk i humoru, a także z innowacyjnego zastosowania technik muzyki elektronicznej. W połowie XX wieku był czołowym czeskim kompozytorem filmów fantastycznych. Partytura jest napisana w staromodnym stylu, który uzupełnia oryginalność wizualną i często budzi w niej wyobraźnię maszynerii filmu.
Tematem przewodnim, przypominającym pozytywkę, jest klawesyn, któremu towarzyszy zespół kameralny instrumentów smyczkowych i instrumentów dętych drewnianych. Temat miłosny, najwyraźniej oparty na piosence „Tit-willow” z komicznej opery Gilbert i Sullivan Mikado, jest również grany przez instrumenty dęte drewniane i stłumiony klawesyn.  Partytura Liški obejmuje także różne krótsze wskazówki, takie jak wypełniony krótkim patosem temat zatonięcia statku Amelie, uderzenia klawiatury dopasowane do ataków na gigantyczną ośmiornicę oraz spokojny finał na orkiestrę smyczkową.  Partytura filmu pozostaje jednym z najwybitniejszych dzieł Liški.

## Premiera i odbiór

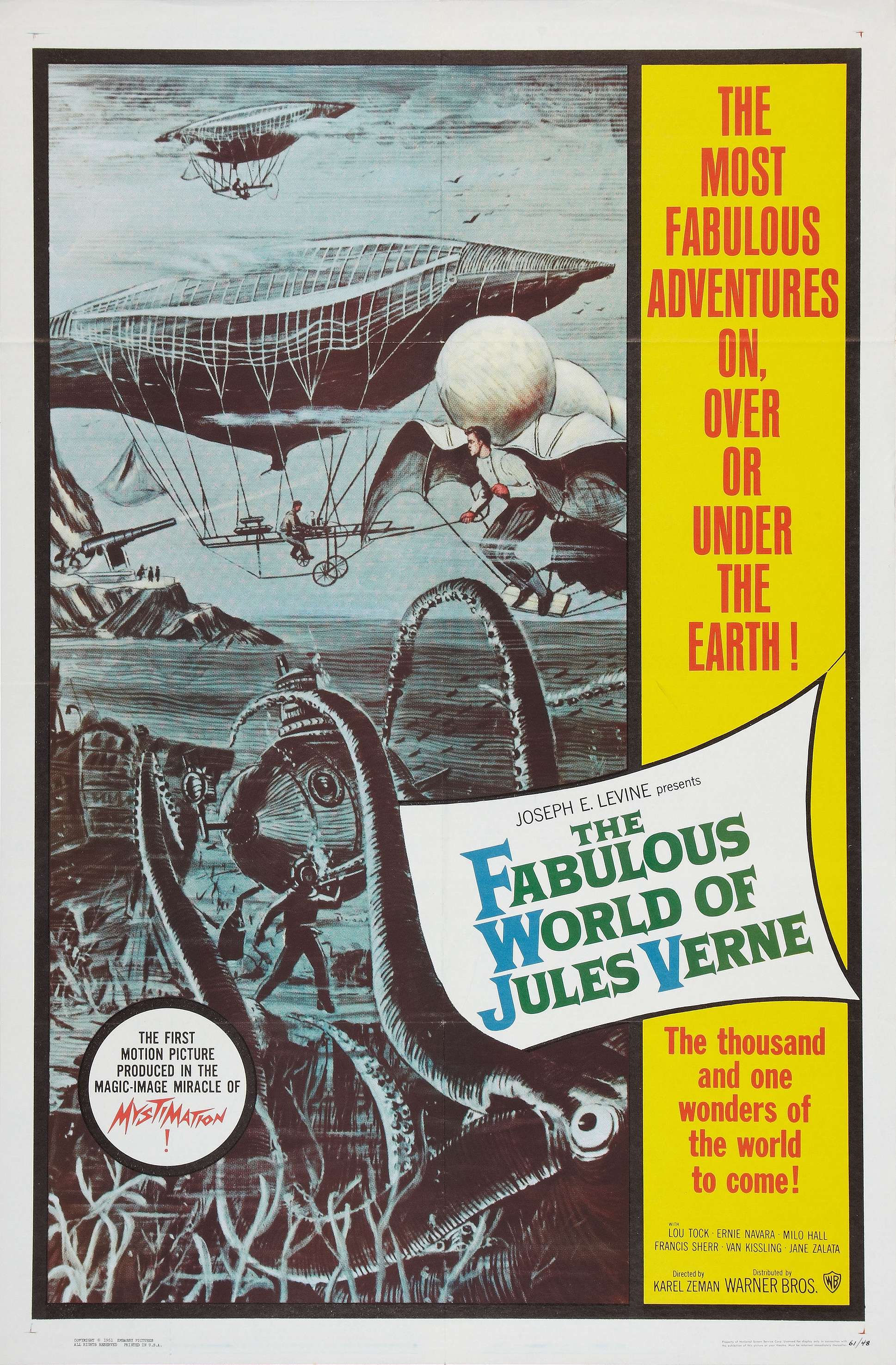
Amerykański plakat filmu

Premiera Diabelskiego wynalazku odbyła się w Czechosłowacji 22 sierpnia 1958 roku i była prezentowana na Expo 58 w Brukseli, gdzie zdobyła Grand Prix na Międzynarodowym Festiwalu Filmowym. W następnym roku film zdobył także Sombrero na pierwszym Międzynarodowym Festiwalu Filmowym w Guadalajarze, Czechosłowacką Nagrodę Krytyków Filmowych, Kryształową Gwiazdę Francuskiej Akademii Filmowej i inne nagrody. We Francji André Bazin pochwalił ten film w Cahiers du cinéma, a Paul Louis Thirard dał pozytywną recenzję w Positif. Reżyser Alain Resnais nazwał go jednym z dziesięciu najlepszych filmów roku. W 2010 roku publikacja czeskiego Ministerstwa Spraw Zagranicznych uznała Diabelski wynalazek za najbardziej udany film w historii czeskiego kina.
Film został sprowadzony do Stanów Zjednoczonych w 1961 roku przez amerykańskiego przedsiębiorcę Josepha E. Levine’a pt. The Fabulous World of Jules Verne. w ramach podwójnego seansu z Bimbo the Great. Po amerykańskiej premierze zyskał kilku innych wielbicieli. Krytyk New York Timesa Howard Thompson uznał to za „świeże, zabawne i wysoce pomysłowe” z „cudownym wyczuciem trików filmowych”. Pauline Kael podobnie oceniła film, nazywając go „cudowną fantazją z zawrotną nauką” i dodając, że Zeman „podtrzymuje wiktoriański ton, zachwycając się magią nauki, dzięki czemu Verne wydaje się tak żartobliwie archaiczny”. Charles Stinson z Los Angeles Times rozpoczął swoją bardzo pozytywną recenzję filmu od powiedzenia: „ Fantastyczny świat Juliusza Verne’a jest właśnie taki. Tym razem okazało się, że autorzy tytułów i agenci prasowi nie przesadzają. Lepiej to obejrzą”. Dzięki amerykańskiej premierze film został nominowany do nagrody Hugo Award 1966 w kategorii science fiction za najlepszą prezentację dramatyczną. Film nie odniósł jednak sukcesu kasowego w Ameryce, gdzie ugruntowana tradycja hollywoodzkich filmów science fiction sprawiła, że publiczność oczekiwała większego realizmu, a nie celowo stylizowanej grafiki Zemana.
Bill Warren w encyklopedii filmów science fiction z lat 50. Keep Watching the Skies! napisał, że Diabelski wynalazek był „najlepszym filmem opisanym w tej książce”, a także „najlepszym filmem, jaki kiedykolwiek adaptowano na podstawie dzieła Verne’a”.  W 2010 roku komentator Eksperymentalnych rozmów powiedział, że film „musi stać obok Gabinetu doktora Caligari jako jeden z wielkich wizualnych i stylistycznych triumfów filmowego medium” i że proces Zemana „naprawdę musi być postrzegany, uwierzcie”. W 2011 r. Pisarz science fiction John C. Wright uznał Diabelski wynalazek jako pierwszą pracę steampunkową, a Zemana jako wynalazcę tego gatunku, komentując, że jeśli film „nie jest napędzanym parą Świętym Graalem Steampunku, z pewnością powinien to być”.
Film został pokazany przez Muzeum Sztuki Nowoczesnej w grudniu 2012 r. W ramach wystawy Auteurist History of Film. Kurator filmowy MoMA, Charles Silver, nazwał film „bulgotaniem nad […] niespotykaną wyobraźnią” z „niezaprzeczalnie poetycką bajkową jakością”. Film został ponownie pokazany w Nowym Jorku w sierpniu 2014 roku przez Film Society of Lincoln Center w ramach serii „Strange Lands: International Sci-Fi”. W The Village Voice Alan Scherstuhl skomentował, że „ręcznie robione oślepienia wciąż olśniewają do dziś... Czy to możliwe, że stare efekty specjalne, uzależnione od sztuczek z kamery i wynalazków teatralnych, wzbudzają w nas coś współczującego, czego nie robią błyszczące piksele, zachęcając nas nie tylko do marzeń razem z fantazją, ale także do jej starannego tworzenia?”.
W 2014 r. Muzeum Karela Zemana w Pradze ogłosiło, że we współpracy z Nadace české bijáky i ČT rozpoczęli całkowitą cyfrową renowację filmu, którego premiera planowana jest we Włoszech na Expo 2015. Ta przywrócona wersja została wydana w 2015 roku na DVD i Blu-Ray przez Bontonfilm w Czechach. Również w 2015 roku film został wydany w Wielkiej Brytanii na Blu-Ray przez Second Run. Oba wydania nosiły angielski tytuł Invention for Destruction. Oba wydania zawierają oryginalną czeską wersję językową, z angielskimi napisami i wersją z angielską wersją językową.